# Cámara de Representantes de Bosnia y Herzegovina
La Cámara de Representantes (bosnio: Predstavnički Dom, croata: Zastupnički Dom, serbio cirílico: Представнички Дом) de Bosnia y Herzegovina es una de las dos cámaras de la Asamblea Parlamentaria de Bosnia y Herzegovina, siendo la otra la Cámara de los Pueblos. La legislatura consiste de 42 miembros que son elegidos por representación proporcional con lista de partidos con listas abiertas. 28 miembros son elegidos provenientes de la Federación de Bosnia y Herzegovina, mientras que 14 son elegidos de la República Srpska. El mandato dura cuatro años, pero la reelección es permitida. La actual composición de la cámara fue elegida en las elecciones de 2018.
El presidente actual de la Cámara de Representantes es Denis Zvizdić, del partido Pueblo y Justicia.

## Sistema electoral
Los 42 miembros de la Cámara de Representes son elegidos por representación proporcional con listas de partidos con listas abiertas en cada una de las unidades electorales del país. Estos ocho distritos o unidades electorales eligen de tres a seis representantes. La Federación de Bosnia y Herzegovina y la República Srpska cuentan con cinco y tres unidades electorales, respectivamente. En el caso de la Federación de Bosnia y Herzegovina, se eligen 21 escaños directamente, mientras que la República Srpska tiene reservada 9 escaños. Sin embargo, los últimos 12 escaños son elegidos por proporcionalidad. En este caso, la Federación de Bosnia y Herzegovina tiene 7 de estos escaños y la República Srpska tiene 5. Un partido es merecedor de uno de estos catorce escaños dependiendo de la cantidad de votos conseguidos por el partido en toda la entidad, y será elegido el candidato con la mayor cantidad de votos sin ser elegido en su unidad electoral correspondiente.
El distrito de Brčko está cubierto por dos unidades electorales, cada una en una entidad diferente. Debido a la naturaleza política del distrito, sus habitantes están habilitados para votar en una de las dos entidades, pero no por ambas, y los votos irán a la unidad electoral por la que se haya votado en la entidad correspondiente.

## Composición actual
| Grupo parlamentario | Grupo parlamentario                                                               | Partidos | Representantes |
| ------------------- | --------------------------------------------------------------------------------- | -------- | -------------- |
|                     | Partido de Acción Democrática Stranka demokratske akcije                          | SDA      | 8              |
|                     | Alianza de Socialdemócratas Independientes Savez nezavisnih socijaldemokrata      | SNSD     | 6              |
|                     | Unión Democrática Croata Hrvatska demokratska zajednica Bosne i Hercegovine       | HDZ      | 5              |
|                     | Frente Democrático Demokratska fronta                                             | DF       | 4              |
|                     | Partido Socialdemócrata Socijaldemokratska partija Bosne i Hercegovine            | SDP BiH  | 4              |
|                     | Partido Democrático Serbio Srpska demokratska stranka                             | SDS, PDP | 4              |
|                     | Nuestro Partido Naša stranka                                                      | NS, NB   | 4              |
|                     | Srpska Unida Ujedinjena Srpska                                                    | US, SP   | 2              |
|                     | Alianza para un Mejor Futuro de Bosnia y Herzegovina Savez za bolju budućnost BiH | SBB, PDA | 2              |
|                     | Unión Popular Europea Narodni evropski savez Bosne i Hercegovine                  | NES      | 1              |
|                     | Alianza Popular Democrática Demokratski narodni savez                             | DNS      | 1              |
|                     | Pueblo y Justicia Narod i Pravda                                                  | NiP      | 1              |
| Total               | Total                                                                             | Total    | 42             |

## Presidente de la Cámara de Representantes
| Unión Democrática Croata Unión Democrática Croata 1990 | Partido Democrático Serbio Partido por Bosnia y Herzegovina | Partido de Acción Democrática Alianza para un Mejor Futuro de Bosnia y Herzegovina | Partido Socialdemócrata Pueblo y Justicia | Alianza de Socialdemócratas Independientes |

| #  | Nombre             | Período                  | Período                  | Partido       |
| -- | ------------------ | ------------------------ | ------------------------ | ------------- |
| 1  | Ivo Lozančić       | 3 de enero de 1997       | 2 de septiembre de 1997  | HDZ           |
| 2  | Slobodan Bijelić   | 3 de septiembre de 1997  | 2 de mayo de 1998        | SDS           |
| 3  | Halid Genjac       | 3 de mayo de 1998        | Agosto de 1999           | SDA           |
| 4  | Mirko Banjac       | 3 de agosto de 1999      | 2 de abril de 2000       | SDS           |
| 5  | Pero Skopljak      | 3 de abril de 2000       | 29 de diciembre de 2000  | HDZ           |
| 6  | Sead Avdić         | 29 de diciembre de 2000  | 28 de agosto de 2001     | SDP BiH       |
| 7  | Željko Mirjanić    | 29 de agosto de 2001     | 28 de abril de 2002      | SNSD          |
| 8  | Mariofil Ljubić    | 29 de abril de 2002      | 3 de diciembre de 2002   | HDZ           |
| 9  | Šefik Džaferović   | 9 de diciembre de 2002   | 8 de agosto de 2003      | SDA           |
| 10 | Nikola Špirić      | 9 de agosto de 2003      | 8 de abril de 2004       | SNSD          |
| 11 | Martin Raguž       | 9 de abril de 2004       | 8 de diciembre de 2004   | HDZ           |
| 12 | Šefik Džaferović   | 9 de diciembre de 2004   | 8 de agosto de 2005      | SDA           |
| 13 | Nikola Špirić      | 9 de agosto de 2005      | 8 de abril de 2006       | SNSD          |
| 14 | Martin Raguž       | 9 de abril de 2006       | 11 de enero de 2007      | HDZ 1990      |
| 15 | Beriz Belkić       | 11 de enero de 2007      | 10 de septiembre de 2007 | SBiH          |
| 16 | Milorad Živković   | 11 de septiembre de 2007 | 10 de mayo de 2008       | SNSD          |
| 17 | Niko Lozančić      | 11 de mayo de 2008       | 10 de enero de 2009      | HDZ           |
| 18 | Beriz Belkić       | 11 de enero de 2009      | 10 de septiembre de 2009 | SBiH          |
| 19 | Milorad Živković   | 11 de septiembre de 2009 | 10 de mayo de 2010       | SNSD          |
| 20 | Niko Lozančić      | 11 de mayo de 2010       | 30 de noviembre de 2010  | HDZ           |
| 21 | Adnan Bašić        | 30 de noviembre de 2010  | 20 de mayo de 2011       | SBB           |
| 22 | Denis Bećirović    | 20 de mayo de 2011       | 19 de enero de 2012      | SDP BiH       |
| 23 | Milorad Živković   | 20 de enero de 2012      | 19 de septiembre de 2012 | SNSD          |
| 24 | Božo Ljubić        | 20 de septiembre de 2012 | 19 de mayo de 2013       | HDZ 1990      |
| 25 | Denis Bećirović    | 20 de mayo de 2013       | 19 de enero de 2014      | SDP BiH       |
| 26 | Milorad Živković   | 20 de enero de 2014      | 19 de septiembre de 2014 | SNSD          |
| 27 | Božo Ljubić        | 20 de septiembre de 2014 | 9 de diciembre de 2014   | Independiente |
| 28 | Šefik Džaferović   | 9 de diciembre de 2014   | 8 de agosto de 2015      | SDA           |
| 29 | Borjana Krišto     | 9 de agosto de 2015      | 8 de abril de 2016       | HDZ           |
| 30 | Mladen Bosić       | 9 de abril de 2016       | 8 de diciembre de 2016   | SDS           |
| 31 | Šefik Džaferović   | 9 de diciembre de 2016   | 8 de agosto de 2017      | SDA           |
| 32 | Borjana Krišto     | 9 de agosto de 2017      | 8 de abril de 2018       | HDZ           |
| 33 | Mladen Bosić       | 9 de abril de 2018       | 6 de diciembre de 2018   | SDS           |
| 34 | Borjana Krišto     | 6 de diciembre de 2018   | 5 de agosto de 2019      | HDZ           |
| 35 | Denis Zvizdić      | 6 de agosto de 2019      | 5 de abril de 2020       | SDA           |
| 36 | Nebojša Radmanović | 5 de abril de 2020       | 5 de diciembre de 2020   | SNSD          |
| 37 | Borjana Krišto     | 6 de diciembre de 2020   | 6 de agosto de 2021      | HDZ           |
| 38 | Denis Zvizdić      | 6 de agosto de 2021      | 5 de abril de 2022       | NiP           |
| 39 | Nebojša Radmanović | 6 de abril de 2022       | 1 de diciembre de 2022   | SNSD          |
| 40 | Denis Zvizdić      | 1 de diciembre de 2022   | En el cargo              | NiP           |